# Tout ce qui brille
Pour plus de détails, voir Fiche technique et Distribution.
Tout ce qui brille est une comédie dramatique française écrite et réalisée par Géraldine Nakache et Hervé Mimran, sortie en 2010. Il s'agit du premier long-métrage du duo. 
Le récit suit les espoirs et les déboires de deux jeunes banlieusardes (incarnées par Leïla Bekhti et Géraldine Nakache) qui tentent de s'immiscer dans la jeunesse dorée du 16e arrondissement de Paris. Le film a bénéficié d'un accueil critique globalement positif et a rencontré un certain succès public en salles. Le film est nommé à trois reprises aux César en 2011, où Leïla Bekhti est récompensée par le César du meilleur espoir féminin.

## Synopsis
Ely Wapler (Géraldine Nakache) et Lila Belaifa (Leïla Bekhti) sont amies de longue date et habitent à Puteaux, dans une banlieue populaire à dix minutes de Paris. Lassées de vivre « à dix minutes de tout », elles essayent de s'introduire dans les soirées parisiennes huppées et de pénétrer un monde qui n'est pas le leur.

## Fiche technique
Sauf indication contraire, les informations mentionnées dans cette section peuvent être confirmées par les bases de données cinématographiques  présentes dans la section « Liens externes ».
- Titre : Tout ce qui brille
- Titre international : All That Glitters
- Réalisation et scénario : Géraldine Nakache et Hervé Mimran
- Musique : Jean-Philippe Verdin
- Décors : Ivan Maussion
- Costumes : Emmanuelle Youchnowski
- Photographie : Guillaume Deffontaines
- Montage : Scott Stevenson
- Production : Aïssa Djabri et Farid Lahouassa
  - Coproduction : Lisa Azuelos
  - Production déléguée : Denis Penot et Farid Chaouche
- Sociétés de production : Vertigo Productions, M6 Films, Pathé, TPS Star, CinéCinéma et Bethsabée Mucho
- Sociétés de distribution : Pathé
- Budget : 6, 6 millions d'euros[2]
- Pays de production :  France
- Langue originale : français
- Genre : comédie dramatique, comédie de mœurs
- Format : couleur - 2,35:1
- Durée : 100 minutes
- Dates de sortie :
  - France : 9 janvier 2010 (Festival de L'Alpe-d'Huez), 24 mars 2010 (sortie nationale)
  - Belgique : 24 mars 2010
  - Suisse romande : 24 mars 2010

## Distribution
Sauf indication contraire, les informations mentionnées dans cette section peuvent être confirmées par les bases de données cinématographiques  présentes dans la section « Liens externes ».
- Géraldine Nakache : Ely Wapler
- Leïla Bekhti : Lila Belaifa
- Virginie Ledoyen : Agathe
- Linh-Dan Pham : Joan, l'amie d'Agathe
- Audrey Lamy : Carole, l'amie d'Ely et Lila
- Manu Payet : Éric, le petit ami de Lila
- Simon Buret : Maxx, brève aventure de Lila
- Daniel Cohen : Maurice, le père d'Ely
- Nanou Garcia : Danielle, la mère d'Ely
- Fejria Deliba : Nadia, la mère de Lila
- Lucie Bourdeu : Annah, la petite sœur d'Ely
- Nader Boussandel : Slim, le voisin du dessus d'Ely
- Jeanne Ferron : Mme Houbloup, la commère de l'immeuble
- Alexandre Gars : Elvis, le fils de Joan
- Sabrina Ouazani : Sandra, la collègue de Lila au stand confiseries du cinéma
- Maria Ducceshi : Jil
- Pascal Demolon : le chauffeur de taxi
- Sébastien Castro : le gérant du cinéma
- Ary Abittan : le père de Lila
- Clément Marchand : un musicien au Shopi
- Alexandre Castagnetti : un musicien au Shopi

## Production
Le film est tourné à La Courneuve (à la Résidence du parc), à Puteaux, à La Défense et à Paris, entre autres dans le 16e arrondissement.

## Accueil

### Accueil critique
Le film reçoit un accueil critique plutôt positif. Le site Allociné propose une note moyenne de 3,8 sur 5 à partir de l'interprétation de 21 critiques de presse collectées.
Les plus enthousiastes ont apprécié dans ce film une peinture de la banlieue qui évite le misérabilisme. Télérama, par exemple, se dit « emballé » par « son regard finalement assez inédit... sur la banlieue : ni violente ni sinistre. Juste morose. » L'hebdomadaire Elle y voit « un film... qui ose parler de la banlieue sans afficher ni haine ni violence... »
Dans Tout ce qui brille, les critiques ont noté également la justesse du portrait d'une génération. Ainsi, pour Metro et Première c’est « une comédie attachante », « sur l’adolescence » pour le premier et « sur l’amitié entre filles » pour le second. La maitrise stylistique des auteurs du film a également été saluée, par exemple par Les Inrockuptibles : « Bien écrit, bien joué, bien rythmé, Tout ce qui brille est une petite machine efficace et drôle ».
Les détracteurs du film y dénoncent surtout l'absence de dimension sociale. Chronic'art y a vu « une love story riche-pauvre... repeignant en rose tout ce qui ressemble de près ou de loin à un embryon d’injustice sociale ».

### Box-office
Tout ce qui brille rencontre un certain succès auprès du public. Avec 1,4 million d'entrées en salles,, il se classe au 34e rang au box-office français en 2010. Il rapporte 11 millions de dollars dans le monde alors qu’il en a couté un peu plus de 7, ce qui donne un taux de rentabilité de 169 %.
Box-office en France :
| Semaine du           | Entrées | Cumul     |
| -------------------- | ------- | --------- |
| 24 mars au 30 mars   | 386 771 | 386 771   |
| 31 mars au 6 avril   | 323 441 | 710 212   |
| 7 avril au 13 avril  | 203 538 | 913 750   |
| 14 avril au 20 avril | 162 769 | 1 076 519 |
| 21 avril au 27 avril | 97 760  | 1 174 279 |
| 28 avril au 4 mai    | 82 158  | 1 256 437 |
| 5 mai au 11 mai      | 53 131  | 1 309 568 |
| 12 mai au 18 mai     | 43 332  | 1 352 900 |
| 19 mai au 25 mai     | 19 008  | 1 371 908 |

## Distinctions
Sauf indication contraire, les informations mentionnées dans cette section peuvent être confirmées par les bases de données cinématographiques  présentes dans la section « Liens externes ».

### Récompenses

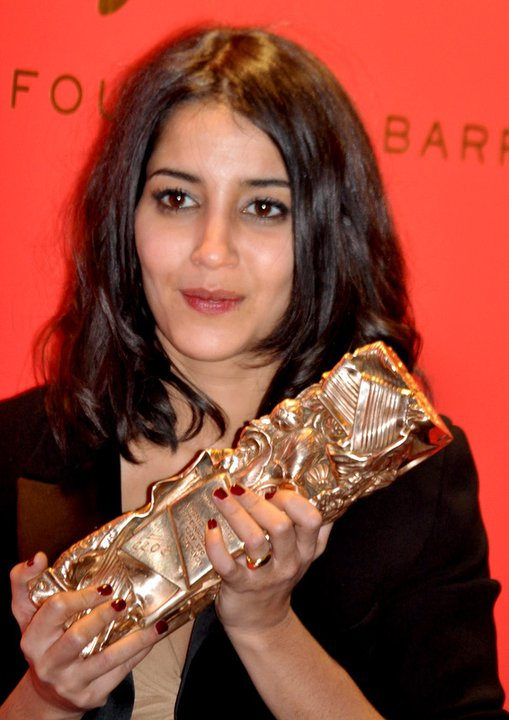
Leïla Bekhti avec son César du meilleur espoir féminin.

- Festival international du film de comédie de l'Alpe d'Huez 2010[9] :
  - Prix spécial du jury
  - Prix du public Europe 1
- César 2011 : meilleur espoir féminin pour Leïla Bekhti
- Étoiles d'or 2011 :
  - Meilleur premier film pour Géraldine Nakache et Hervé Mimran
  - Révélation féminine pour Leïla Bekhti

### Nominations
- César 2011 :

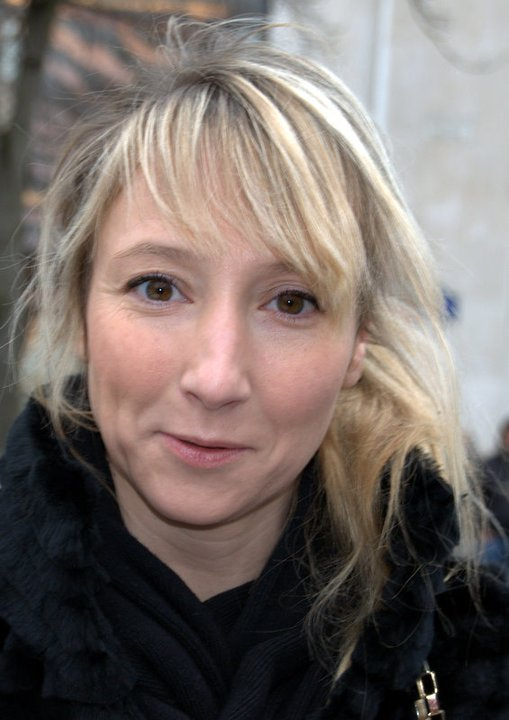
L'actrice Audrey Lamy, également nommée dans la catégorie César du meilleur espoir féminin.

  - Meilleur premier film pour Géraldine Nakache et Hervé Mimran
  - Meilleur espoir féminin pour Audrey Lamy

Plusieurs personnalités du cinéma français ont apprécié ce film, parmi lesquelles Cédric Klapisch, Kad Merad, Gad Elmaleh, Valérie Lemercier, Luc Besson, Sandrine Kiberlain, Alain Attal et Pierre-Ange Le Pogam.

## Autour du film
Le film fait référence au film La Haine : quand Lila et Ely parlent d'une soirée, Carole dit à plusieurs reprises « Oh ! Vous allez où ? » et, la dernière fois, elle hausse le ton. Cela fait écho à la scène sur le toit d'un immeuble dans La Haine : des jeunes parlent d'un policier qui a perdu son arme et Saïd leur demande à plusieurs reprises : « Oh ! Vous parlez de quoi ? » et, la dernière fois, il hausse le ton.
Un vidéoclip avec les deux actrices principales (Géraldine Nakache et Leïla Bekhti) est tourné avec la bande originale du film avec la reprise de la chanson Chanson sur ma drôle de vie de Véronique Sanson. Deux ans après sa sortie, le single Drôle de vie réapparaît dans le top 100 français à la 31e place.